# Coloradisaurus brevis
Coloradisaurus brevis  (‘lagarto de Los Colorados breve’) es la única especie conocida del género extinto Coloradisaurus de  dinosaurios sauropodomorfo masospondílido, que vivió a finales del período Triásico, hace aproximadamente 218 y 210 millones de años, en el  Noriense, en lo que es hoy Sudamérica.
 Coloradisaurus fue un prósauropodo de tamaño medio que llegó a medir 4 metros de largo, 2 de alto y unos 100 kilogramos. La cabeza es alta y corta con órbitas oculares grandes. Los orificios nasales están bien desarrollados. La región de la abertura bajo temporal es similar a la del plateosaurio, pero de menor tamaño. 
Los restos pertenecen a la Formación Los Colorados de la provincia de La Rioja, en la Argentina. La expedición que realizó el hallazgo fue organizada por la Fundación Miguel Lillo, con el soporte financiero de  Consejo Nacional de Investigaciones Científicas y Técnicas. Martín Vince, Juan C. Leal, Tomás H. Fasola y  José F. Bonaparte participaron en esta. 
En un principio se lo había llamado Coloradia pero este está preocupado por un lepidóptero nombrado por Blake en 1863. El género fue renombrado por David Lambert en 1983 y la especie tipo es Coloradisaurus brevis. Existe la posibilidad que Coloradisaurus sea un ejemplar adulto de Mussaurus.
Coloradisaurus es un prosáuropodo considerado un masospondílido, emparentado con los prosaurópodos africanos de esa época. En un principio se pensó que fuese un melanorosáurido y también un plateosáurido debido a que es la fauna predominante en el sitio del hallazgo.
Los últimos hallazgos sugieren que Coloradisaurus es el taxón hermano de Lufengosaurus y ambos pertenecen claramente a Massospondylidae. Los análisis cladisticos por Yates en 200, Yates et al. en 2010 y 2011 y Novas et al. 2011 encontraron que Coloradisaurus es basal al Glacialisaurus formando un clado con Lufengosaurus dentro de Massospondylidae.